# Bernadette Pujals
Bernadette Pujals Cavallé (Barcelona, España, 8 de julio de 1968) es una jinete hispano-mexicana que compite en la modalidad de doma.
Participó en dos Juegos Olímpicos de Verano en los años 2008 y 2016, ocupando el noveno lugar en Pekín 2008 y el 51.º en Río de Janeiro 2016, ambas en la prueba individual.
Compitió en dos ediciones de los Juegos Ecuestres Mundiales (en 1998 y 2006). Su mejor resultado lo obtuvo en los Juegos de 2006 al finalizar en el décimo lugar en dos competiciones: doma especial y estilo libre. Ganó cuatro medallas en los Juegos Panamericanos, en los años 1999 y 2003.

## Palmarés internacional
| Representando a México |                                 |                   |             |
| Juegos Panamericanos   |                                 |                   |             |
| Año                    | Lugar                           | Medalla           | Categoría   |
| 1999                   | Winnipeg (Canadá)               | Medalla de bronce | Individual  |
| 1999                   | Winnipeg (Canadá)               | Medalla de bronce | Por equipos |
| 2003                   | Santo Domingo (Rep. Dominicana) | Medalla de plata  | Individual  |
| 2003                   | Santo Domingo (Rep. Dominicana) | Medalla de bronce | Por equipos |